# 楊惟聰
楊惟聰（？—？），字晦之，第十任播州土司，其活躍年代位於北宋時期。
楊惟聰是前任土司楊文廣的長子，後來繼承土司之位，當時年僅七歲，育於母舅謝石近之家。謝石近認為主公年少、眾人多有貳心，便以楊惟聰的叔公楊光榮攝政。不料楊光榮日漸鞏固自身地位後，把日漸長大的楊惟聰當成禍患，想要下毒害死楊惟聰，但被楊惟聰發覺不吃。楊光榮又為送婦於高州，準備在中途派屬下將領殺害他，但陰謀被泄露而沒有成功。楊光榮十分惱怒，將播州二縣之地千七百里的版籍獻給北宋。北宋以其地設置白錦堡（位於今遵義城南十公里處），加楊光榮為禮賓使。楊光榮回播州時，楊惟聰率部將前去迎接。楊光榮事先在茶中下毒，僕人卻將有毒的茶誤進給了楊光榮，楊光榮喝了以後立即斃命。
楊惟聰親政後，楊光榮之弟楊光明對他十分憤恨，乘著夜色想要劫持他。楊惟聰抵抗，楊光明兵敗出奔四川，诉于部使者李献，诬惟聪谋不轨。李獻矫发南平诸寨討伐播州。楊惟聰糾集大兵抵抗，將其擊敗。此事被北宋朝廷得知後，將李獻罷官，进惟聪修武左班殿直，赐金带锦袍。
楊光明逃往羅閩而死。不久，楊惟聰的弟弟楊惟吉叛亂，殺死楊惟聰的二子。此事犯了眾怒，眾人一起殺死了楊惟吉。經過一系列家庭内亂，楊惟聰對神禱告：「世世子孙不可以权假人，违此言者，天实殛之。」此後楊惟聰又生下了兩個兒子楊選和楊逡，後來楊選繼承土司之位。